# Бардзальи, Андреа
Андре́а Бардза́льи (итал. Andrea Barzagli; род. 8 мая 1981, Фьезоле, Флоренция, Тоскана) — итальянский футболист, выступавший на позиции центрального защитника. Наибольших успехов добился, выступая за «Ювентус», считаясь одним из сильнейших в мире защитников своего поколения. Чемпион мира 2006 года в составе сборной Италии.

## Карьера

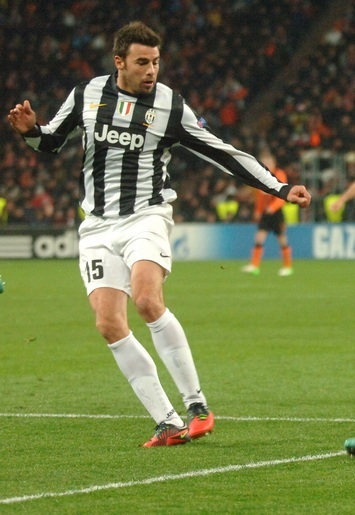
Бардзальи в составе «Ювентуса»

Родился в городе Фьезоле провинции Флоренция, в регионе Тоскана. Его карьера началась в клубе «Рондинелла», в котором за 2 года сыграл 51 матч. Следующие 5 матчей он сыграл за клуб «Пистойезе», после чего вернулся в «Рондинеллу», где принял участие ещё в 13 матчах.
Уже в 2001 году Бардзальи стал игроком футбольного клуба «Асколи», а ещё через 2 года перебирается в клуб «Кьево». Дебют Бардзальи в Серии А состоялся 31 августа 2003 года в матче «Брешиа» — «Кьево». В 2004 году он перешёл из «Кьево» в «Палермо», в котором провёл более 150 матчей и стал настоящей звездой клуба, зарекомендовав себя как игрока высочайшего уровня. Спустя несколько лет Андреа стал капитаном «Палермо». Перед началом сезона 2008/09 Бардзальи вместе со своим партнёром по сборной Кристианом Дзаккардо перешёл в немецкий клуб «Вольфсбург», в составе которого стал чемпионом Германии. Свой первый гол за «Вольфсбург» он забил в матче против «Хоффенхайма» 4 апреля 2010 года.
27 января 2011 года Бардзальи официально стал игроком «Ювентуса». Защитник, перешедший из «Вольфсбурга», подписал контракт, который свяжет его с «Ювентусом» до 30 июня 2013 года. Немецкий клуб получит компенсацию в размере 300 тысяч евро и бонус до 600 тысяч евро при достижении определённых спортивных целей клубом. Футболист практически сразу стал одним из важнейших элементов защитных схем команды, на поле он выходил с завидной регулярностью. Первый гол спортсмен забил 13 мая 2012 года в матче против «Аталанты». В сезоне 2011/12 «Ювентус» сумел выиграть чемпионат Италии не в последнюю очередь благодаря стараниям Андреа Бардзальи.

## Карьера в сборной
В ноябре 2004 года Бардзальи дебютировал на международном уровне, в матче против Финляндии. В этом же году он помог сборной Италии завоевать бронзу Олимпийских игр 2004 года в Афинах.

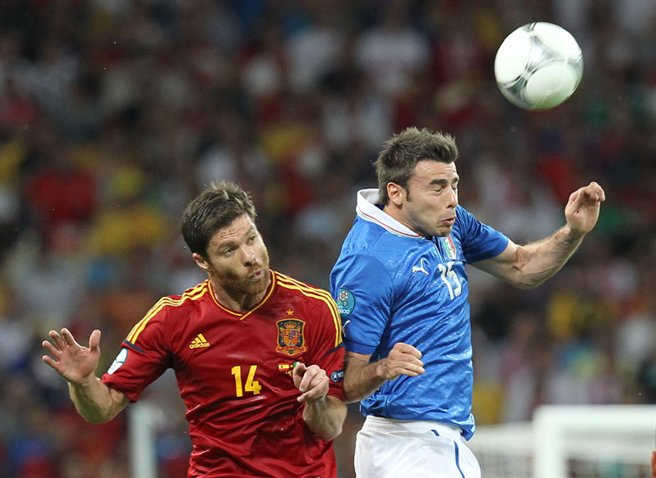
Бардзальи и Хаби Алонсо на Евро 2012

Позже его включили в состав сборной, отправлявшейся на чемпионат мира в Германию, изначально предполагалось, что Андреа вообще вряд ли выйдет на поле, однако в конечном итоге ему все же довелось принять участие в играх чемпионата — по замене в игре против Австралии и в стартовом составе матча с Украиной.
На отборочных матчах чемпионата Европы 2008 Бардзальи выходил на поле шесть раз. Помимо прочего, именно он сыграл важнейшую роль в победе над сборной Шотландии.
После чемпионата международная карьера Андреа Бардзальи прервалась на целых три года. Вернулся в национальную сборную спортсмен лишь 7 октября 2011 года, на одном из отборочных матчей чемпионата Европы 2012, против сборной Сербии. 18 июня 2012-го Бардзальи включили в состав сборной на время матча против Ирландии. Итальянцы победили со счётом 2-0 и сумели пройти в основную сетку турнира, немалую роль в этом сыграл и Бардзальи. Итальянцы в этот раз сумели дойти до финала, где со счётом 0:4 уступили Испании.
13 ноября 2017 года завершил карьеру в сборной.

## Достижения

### Командные
«Вольфсбург»
- Чемпион Германии: 2008/09

«Ювентус»
- Чемпион Италии (8): 2011/12, 2012/13, 2013/14, 2014/15, 2015/16, 2016/17 2017/18, 2018/2019
- Обладатель Кубка Италии (4): 2014/15, 2015/16, 2016/17, 2017/18
- Обладатель Суперкубка Италии (4): 2012, 2013, 2015, 2018
- Финалист Лиги чемпионов (2): 2014/15, 2016/17
- Итого: 16 трофеев

Сборная Италии
- Чемпион Европы среди молодёжных команд: 2004
- Бронзовый призёр Олимпийских игр: 2004
- Чемпион мира: 2006
- Вице-чемпион Европы: 2012
- Бронзовый призёр Кубка конфедераций: 2013

### Личные
- Лучший футбольный защитник чемпионата Италии (1): 2012
- Входит в состав символической сборной года Серии А (4): 2012, 2013, 2014, 2016
- Лауреат премии Гаэтано Ширеа (2017)

## Государственные награды
- Кавалер ордена «За заслуги перед Итальянской Республикой» (2004)
- Офицер ордена «За заслуги перед Итальянской Республикой» (2006)
- Золотая цепь за спортивные заслуги (2006)

## Комментарии
1. ↑  В СМИ также распространен и другой вариант передачи фамилии — Барцальи, ошибочный с точки зрения произношения[источник не указан 231 день].